# EverWing
EverWing là trò chơi trực tuyến được Blackstorm Labs tạo ra và ra mắt trên nền tảng Instant Games của Facebook Messenger vào tháng 11 năm 2016.

## Gameplay
EverWing là một trò chơi bắn súng di chuyển theo chiều dọc trong đó Guardian (Giám hộ) và Sidekick (Trợ thủ) chiến đấu chống lại lũ quỷ và Boss để chiếm lại vương quốc của mình, đồng thời có thể ăn xu từ chúng để giúp ích cho sau này, nhất là khi nâng cấp level.

### Chế độ chơi

#### Single Player - Chơi đơn
Chơi đơn là chế độ chơi cốt lõi của EverWing. Người chơi điều khiển Guardian trong cuộc chiến vô tận chống lại quái vật và đ
kiếm xu để nâng cấp cho chính Guardian hiện có.

#### Quests - Nhiệm vụ
Nhiệm vụ cho phép người chơi gửi Giám hộ đi làm nhiệm vụ sau đó quay về để lấy kho báu.

#### Guardian - Giám hộ
| Tên    | Tiêu đề               | Mô tả (Tiếng Anh)                                                                               | Cấp độ mở khóa | Số tiền yêu cầu                |
| ------ | --------------------- | ----------------------------------------------------------------------------------------------- | -------------- | ------------------------------ |
| Alice  | Guardian of Courage   | She never backs down from a challenge and is always first to the front lines of battle.         | -              | 0                              |
| Fiona  | Guardian of Dragons   | She was born in the wilds and raised by dragons. When dragons fly with her, they earn 2x XP!    | 2              | 1,000                          |
| Sophia | Guardian of Adventure | Renowned, explorer, inventor and scientist, she is 2x faster completing Quests                  | 3              | 12,000                         |
| Lily   | Guardian of Fortune   | A master Alchemist and Mage of the Third Order, she earns 2x Coins. Cha-ching!                  | 6              | 30,000                         |
| Aurora | Guardian of Nature    | Caretaker of the forest, a true sister to Nature. Her enchanted super magnet attracts items!    | 19             | 150,000                        |
| Lenore | Guardian of Twilight  | A mysterious loner, with a dark and haunting past, some say she acts as if she has 2 lives...   | 25             | 150,000                        |
| Jade   | Guardian of Shadows   | An assassin who fears nothing, she can become invulnerable and double damage after charging up. | 30             | From challenges                |
| Arcana | Guardian of Magic     | This sly illusionist has a few tricks up her sleeve. She can clone sidekicks after charging up. | 35             | From boss raids and challenges |